# Takeshi Kamo
Takeshi Kamo (en japonès: 加茂 健, Kamo Takeshi; Hamamatsu, Prefectura de Shizuoka, Imperi Japonès, 8 de febrer de 1915 - Tòquio, 26 de març de 2004) va ser un futbolista japonès.

## Selecció japonesa
Takeshi Kamo va disputar 2 partits amb la selecció japonesa.